# Chionádes (Ioánnina)
Chionádes, en grec moderne : Χιονάδες ou Chioniádes (Χιονιάδες), est un village du dème de Kónitsa, district régional d'Ioánnina, en Épire, Grèce.
Selon le recensement de 2011, la population du village compte 42 habitants.